# 慕容熙
燕昭文帝慕容熙（385年—407年9月16日），字道文，一字長生，十六國時期後燕國君主，鮮卑人，成武帝慕容垂的幼子，惠愍帝慕容寶之弟，母親是貴嬪段氏。原封河間王，蘭汗之亂時曾被封為遼東公，慕容盛即位後，封河間公。
後燕長樂三年（401年），慕容盛被變軍殺害。慕容盛有兒子慕容定，年紀幼小。群臣希望慕容盛之弟慕容元繼位。但慕容熙因与慕容盛伯母丁太后，慕容垂长子慕容令的妻子有私情，備受她寵愛，八月癸巳日（9月14日），遂被密迎入宮即天王位，慕容元被賜死，不久慕容熙改元光始。次年（402年），慕容熙又害死了慕容定，且娶了苻秦中山尹苻謨的兩個女兒苻娀娥為貴人、苻訓英為貴嬪，苻訓英極其受寵。丁太后怨恨，遂謀廢慕容熙，事洩，丁太后被殺。
慕容熙立苻訓英為皇后，苻娀娥為貴人，非常寵愛苻氏姐妹，因此興築宮殿、遊玩打獵，導致軍民死亡的數以萬計。苻娀娥生病，有人自稱能醫，結果醫死了，慕容熙遂將醫生肢解後焚燒，追封苻娀娥為愍皇后。慕容熙與苻訓英更是玩樂不知節制。元始五年（405年）攻高句麗遼東城，原本城將攻陷，慕容熙只為了要與苻后一同坐輦車進城，因而命軍暫緩登城，以致延誤戰機，不能攻下遼東。次年（406年），後燕攻契丹未果而回師，又為了苻后想要觀戰而臨時拋棄輜重轉而偷襲高句麗，致士卒馬匹，疲累寒冷，沿路死亡不可勝數。又如苻后夏天想要吃凍魚，冬天要吃生地黃，官員也因不能取得而被斬首。
建始元年（407年），苻后去世，慕容熙痛不欲生，喪禮上命檢查百官有無哭泣，規定未哭者給予處罰，群臣只好口含辣物以刺激流淚。又賜死高陽王慕容隆的王妃張氏以殉葬，右仆射韦璆等人都害怕自己去殉葬，每天都洗澡换衣等候命令。此外規定家家戶戶都要參與建造苻后陵墓的工程，更使得國家財政揮霍一空。臨葬，慕容熙打開棺材見苻訓英最後一面，慕容熙竟然情不自禁當場姦屍，完事後才下葬。
由於早先中衛將軍馮跋與其弟馮素弗曾因事獲罪於後燕帝慕容熙，因此慕容熙一直有殺馮跋兄弟之意。七月甲子日（407年9月14日），馮跋兄弟於是趁慕容熙送葬苻后時起事，推高雲（慕容雲）為燕王。丙寅日（407年9月16日）慕容熙被生擒後斬首，和苻訓英合葬。後來被諡昭文皇帝。

## 相關作品
- 韩国電視劇《廣開土太王》中赵仁表饰演慕容熙。

## 延伸阅读
[在维基数据编辑]
 《晉書/卷124》，出自房玄齡《晉書》

| 前任： 侄子昭武帝慕容盛 | 十六國后燕皇帝 401年--407年 | 繼任： 侄子惠懿帝慕容云 |